# Russisch-Orthodoxe Kirche (Wiesbaden)

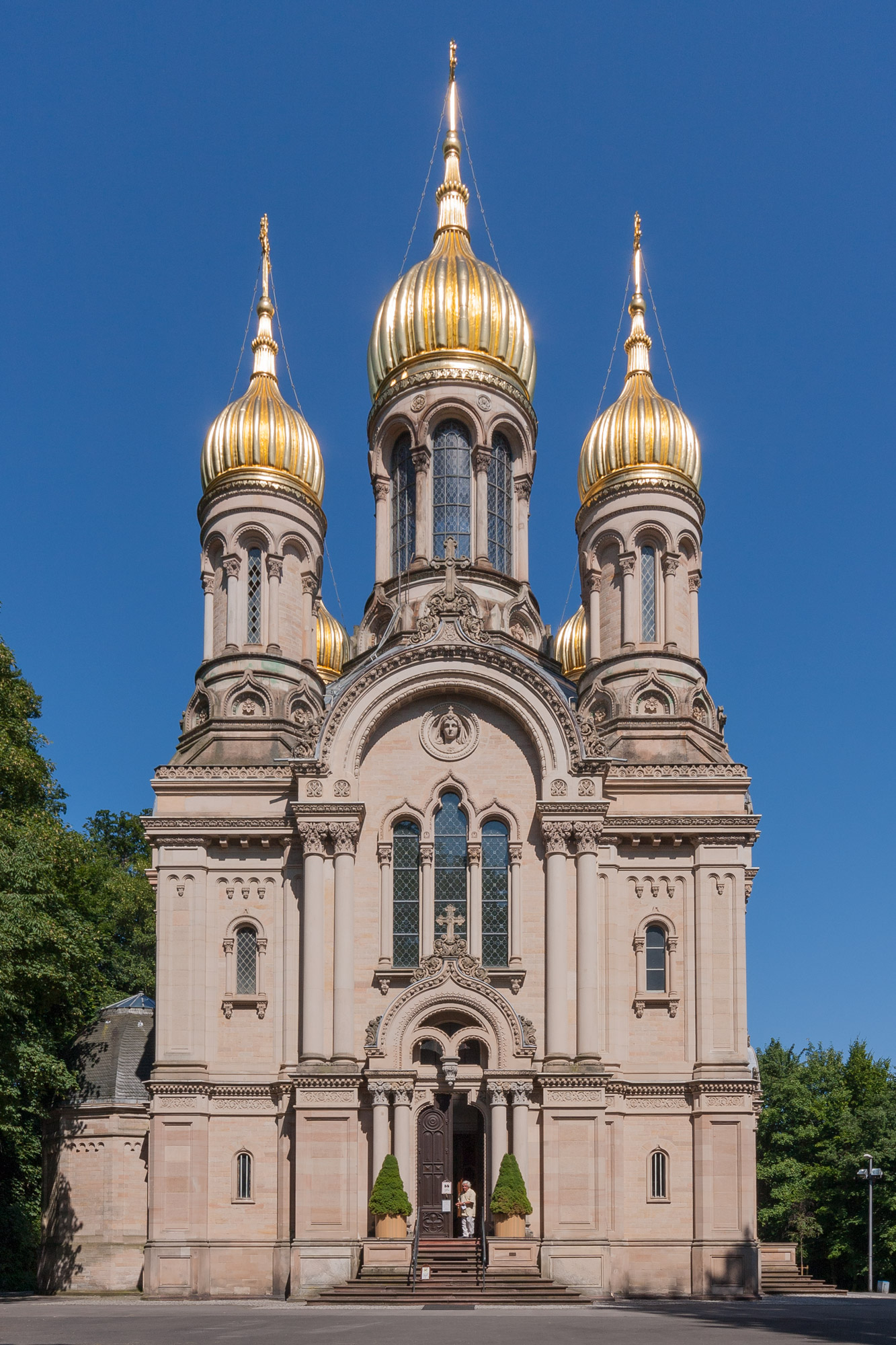
Russisch-orthodoxe Kirche auf dem Neroberg

Jan Simon Voddiggel: Die Grab Kapelle der Herzogin Elisabeth von Nassau, um 1855, Gouache über Stahlstich

Die Russisch-Orthodoxe Kirche ist das einzige russisch-orthodoxe Gotteshaus in Wiesbaden und befindet sich auf dem Neroberg. Ihre vollständige Bezeichnung lautet Russisch-Orthodoxe Kirche der heiligen Elisabeth in Wiesbaden. Lokal wird sie auch Griechische Kapelle genannt, eine im 19. Jahrhundert entstandene generelle Bezeichnung für orthodoxe Kirchen. Nordöstlich der Kirche befindet sich das frühere Wärterhaus, das heute als Pfarrhaus genutzt wird, und ein russisch-orthodoxer Friedhof, der zu den größten Westeuropas gehört. Die Russisch-Orthodoxe Kirche und ihre Gemeinde gehört zur Diözese von Deutschland der Russisch-Orthodoxen Kirche im Ausland.

## Geschichte

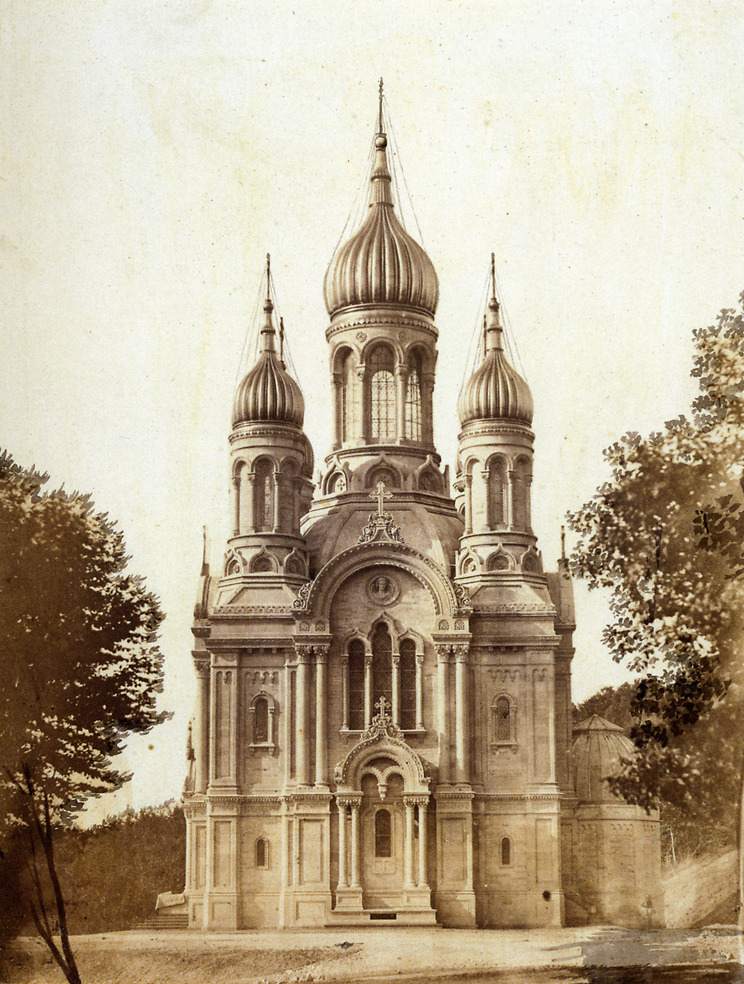
Die Kapelle im Jahr 1853

Die Kirche war von Beginn an auch eine beliebte Sehenswürdigkeit, weshalb es Andenkenobjekte aller Art gab: Hier ein Miniaturmodell (23 cm hoch) aus 925er Silber aus der Zeit um 1900

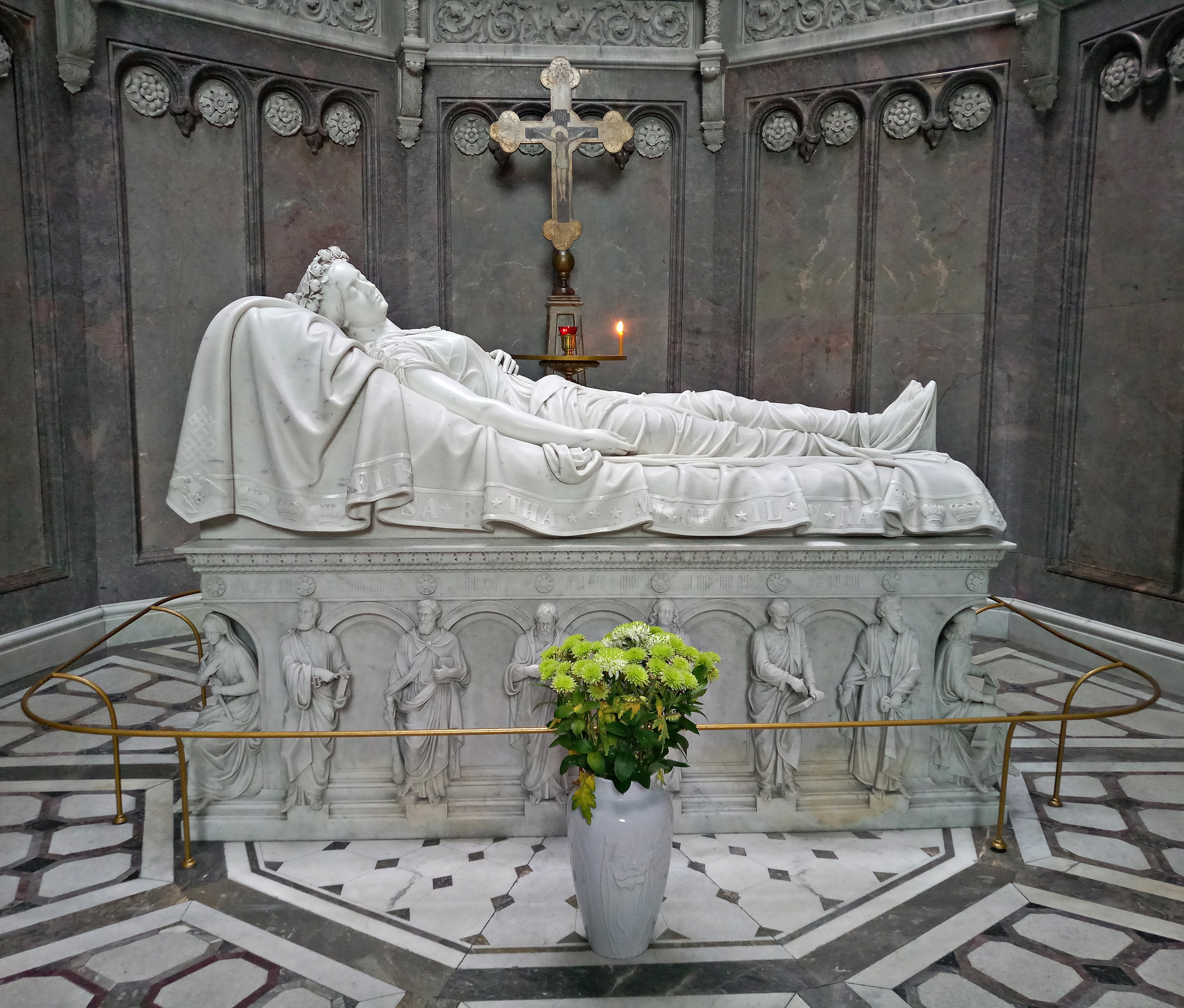
Grab Prinzessin Elisabeth Michailowna Romanowa, Seitenkapelle

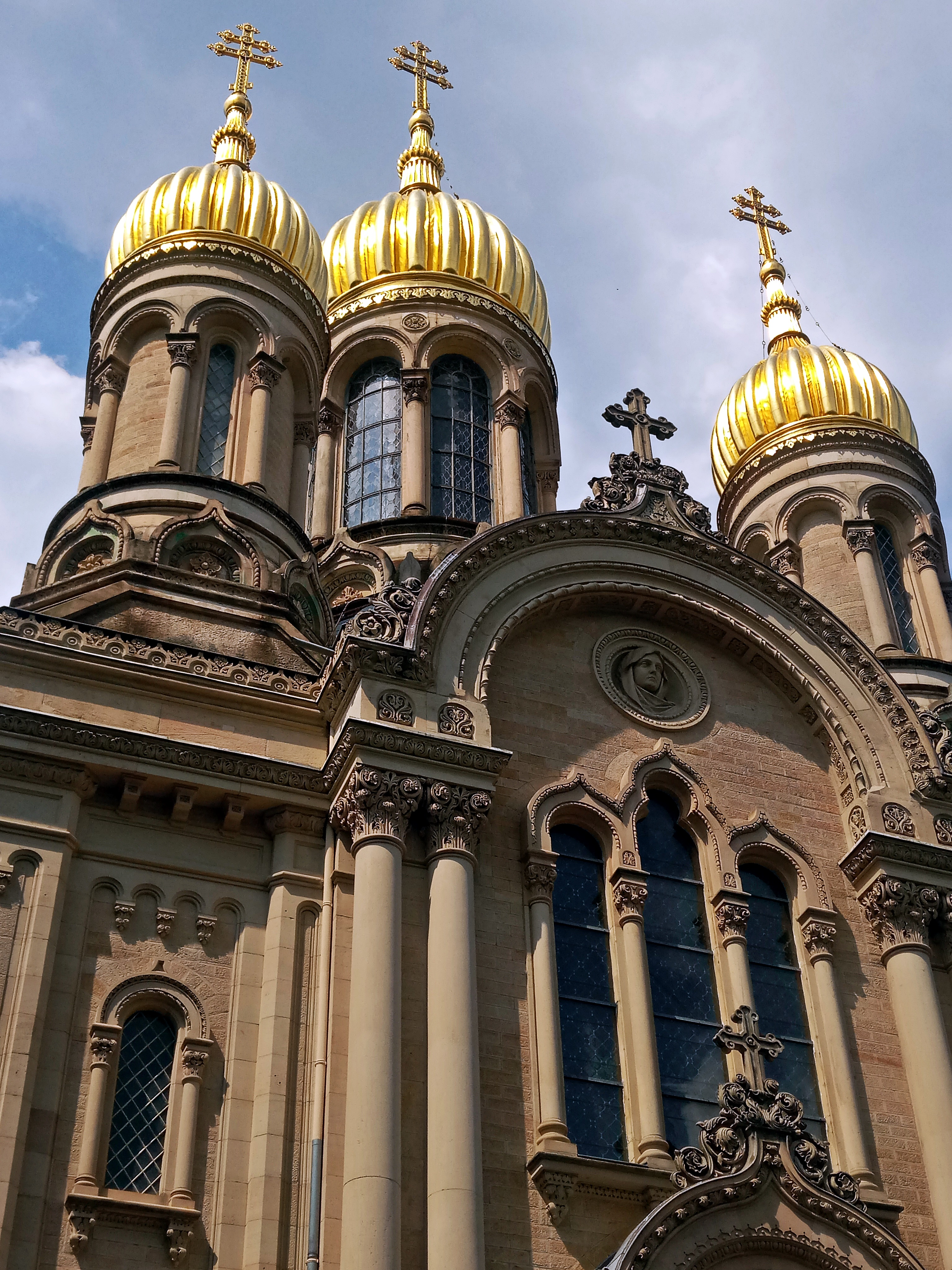
Detailansicht Südseite

Carl Seiler: Russische Kapelle bei Wiesbaden, Zeichnung aus dem Skizzenbuch vom 3. Oktober 1862, Bleistift auf Papier, Privatsammlung Wiesbaden

Herzog Adolf von Nassau und die russische Großfürstin Elisabeth Michailowna Romanowa hatten im Januar 1844 geheiratet. Am 28. Januar 1845 starb Elisabeth bei der Geburt ihres ersten Kindes; das Kind starb ebenfalls. Adolf trauerte sehr und ließ 1847 bis 1855 die Russisch-Orthodoxe Kirche in Wiesbaden als Grabeskirche bauen; dort wurde sie bestattet. 
Den Bau der Kirche bezahlte er mit Zustimmung des Zaren Nikolaus I. aus ihrer Mitgift. 
Mit dem Bau der Kirche wurde der Oberbaurat Philipp Hoffmann beauftragt, der eigens dafür zunächst in Russland die russische Kirchenbauweise studierte. Am 25. Mai 1855 wurde die Kirche zu Ehren der heiligen Elisabeth (der Mutter Johannes des Täufers und Namensheilige der Verstorbenen) geweiht. Kurz darauf wurde der Sarg mit der verstorbenen Prinzessin und dem toten Säugling in einer Prozession aus der Bonifatiuskirche in die Krypta der Russischen Kirche überführt und dort in einem vom Bildhauer Emil Hopfgarten geschaffenen Sarkophag beigesetzt. Die Kuppelfresken der Kirche schuf der Maler August Hopfgarten.
1856 wurde der russisch-orthodoxe Friedhof geweiht. Er befindet sich mit dem ehemaligen Wärterhaus etwa 100 Meter entfernt nordöstlich der Kirche. In der Kirche siedelte sich die vorher schon existierende russisch-orthodoxe Gemeinde an, die vor allem aus russischen Gästen bestand, die im 19. Jahrhundert Wiesbaden als Kurbad besuchten. Auch Zar Nikolaus II. besuchte während seines Aufenthalts in Deutschland zusammen mit seiner Gattin, der Zarin Alexandra Fjodorowna, die Kirche und nahm am Gottesdienst teil. Eine goldene Gedenktafel in der Kirche erinnert an dieses Ereignis.
In den 1990er Jahren wurde das Innere der Kirche vollständig restauriert, da im Laufe der Zeit der Marmor und die Fresken in der Kirche der Witterung und anderen Beschädigungen ausgesetzt waren. In den Jahren 2002 bis 2005 wurde das Innere der Krypta renoviert.
Anlässlich des Besuchs von Wladimir Putin in Wiesbaden im Oktober 2007 wurden die fünf goldenen Kuppeln aufwändig gereinigt und für ca. 500.000 Euro neu vergoldet.

## Die Gemeinde
Eine dauerhafte Gemeinde um die Kirche entstand erst in den 1920er Jahren, als viele russische Emigranten infolge der Russischen Revolution, des Russischen Bürgerkriegs und der Machtergreifung der Kommunisten ihr Land verließen und nach Deutschland kamen.
Damals war Wiesbaden einer der ersten Anlauforte für Immigranten aus dem atheistisch gewordenen Russland und es hatte sich eine Gemeinde gebildet.
Seit 1936 gehört die Kirche zur Russisch-Orthodoxen Diözese von Berlin und Deutschland, ihr Oberhaupt ist Erzbischof Mark.

## Architektur

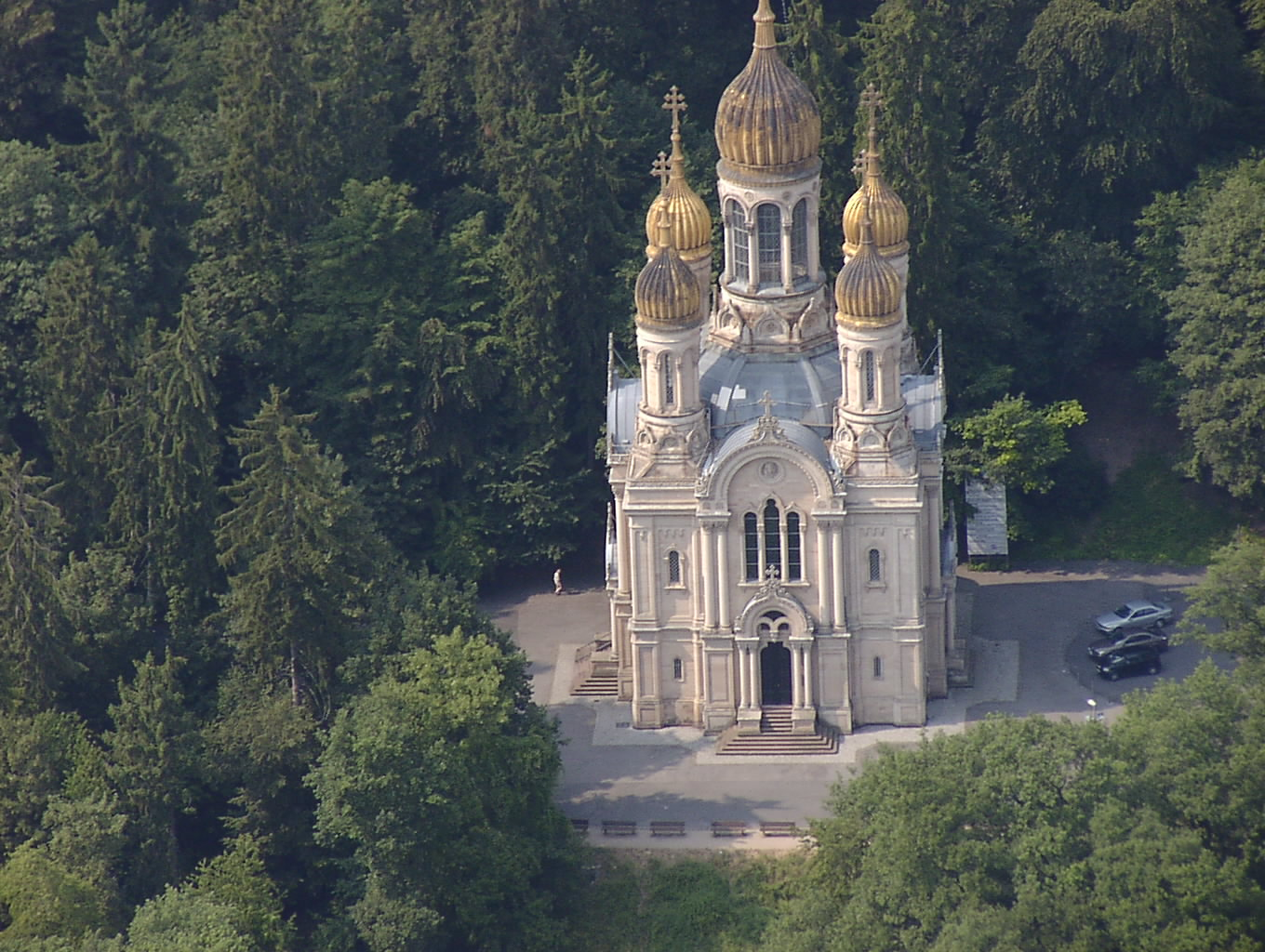
Die Kirche vor der Restaurierung der fünf goldenen Kuppeln 2007, Blick von Süden

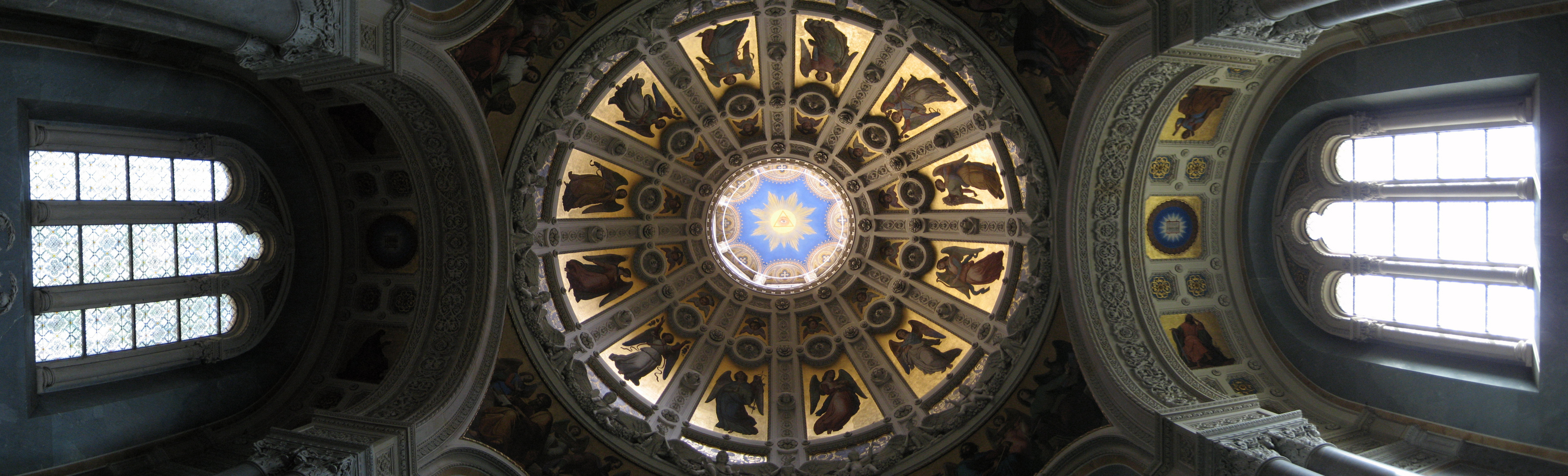
Innenansicht der Zentralkuppel

Der Grundriss der Kreuzkuppelkirche aus beigem Sandstein bildet ein Quadrat mit einer Apsis an der Nordseite. Der Bau wird von fünf feuervergoldeten Kuppeln „gekrönt“, wobei vier kleinere die zentrale große Kuppel umgeben. Sie haben die für russische Kirchen typische Zwiebelform und weisen vertikal verlaufende Rillen auf. Auf allen Kuppeln sitzen feuervergoldete orthodoxe Kreuze, die alle nach Süden zeigen und bis auf das etwas größere zentrale gleich groß sind.
Alle Kuppeln stehen auf Rundtürmen, wobei der zentrale Laternenturm höher ist und einen größeren Durchmesser hat. Er ist im Oktogon unterhalb der Kuppel mit schmalen vertikalen Fenstern versehen, durch die Licht ins Innere der Kirche gelangt. Die umgebenden kleineren Türme wiederholen die Form des Laternenturms, haben aber jeweils nur vier Fenster im Wechsel mit Blindfenstern und sind nicht mit dem Innenraum verbunden. Der nordöstliche Turm besitzt eine Spindeltreppe, über die der Zugang bis unter die Zentralkuppel möglich ist. Von dort führt eine kleine Tür auf das Dach der Kirche.
Das Gotteshaus hat zwei Eingänge, den Süd- und den Westeingang. Der Südeingang war ursprünglich nur für die Fürsten bestimmt. Er wurde nach dem Sturz des letzten Zaren Nikolaus II. im Jahre 1917 für immer geschlossen. Bis dahin bot sich dem Besucher beim Heraustreten aus der Kirche das Panorama von Wiesbaden. Der Westeingang wird heute als Haupteingang genutzt und war früher der Zugang für das „einfache Volk“. Die bis zu zehn Stufen erhöht liegenden Eingänge werden jeweils von einem Bogen überspannt, der an jeder Seite auf je einem Säulenpaar ruht. Die Treppen bestehen aus rotem Sandstein.
Betritt der Besucher die Kirche, sieht er sich – wie in den meisten russisch-orthodoxen Kirchen üblich – der Ikonostase direkt gegenüber. Über den Eingängen befinden sich außen aus Sandstein gearbeitete Medaillons. Über dem Westeingang ist dies das Medaillon der Heiligen Helena, am Südeingang das der Heiligen Elisabeth (der zu Ehren auch die Kirche geweiht ist) und an der Ostseite über dem Fenster zum Altarraum das des Heiligen Erzengels Michael. Ebendiese Heiligen waren die Schutzheiligen des Vaters (Michail) und der Mutter (Helena) der Großfürstin und ihre Schutzheilige selbst (Elisabeth).

## Ikonostasis

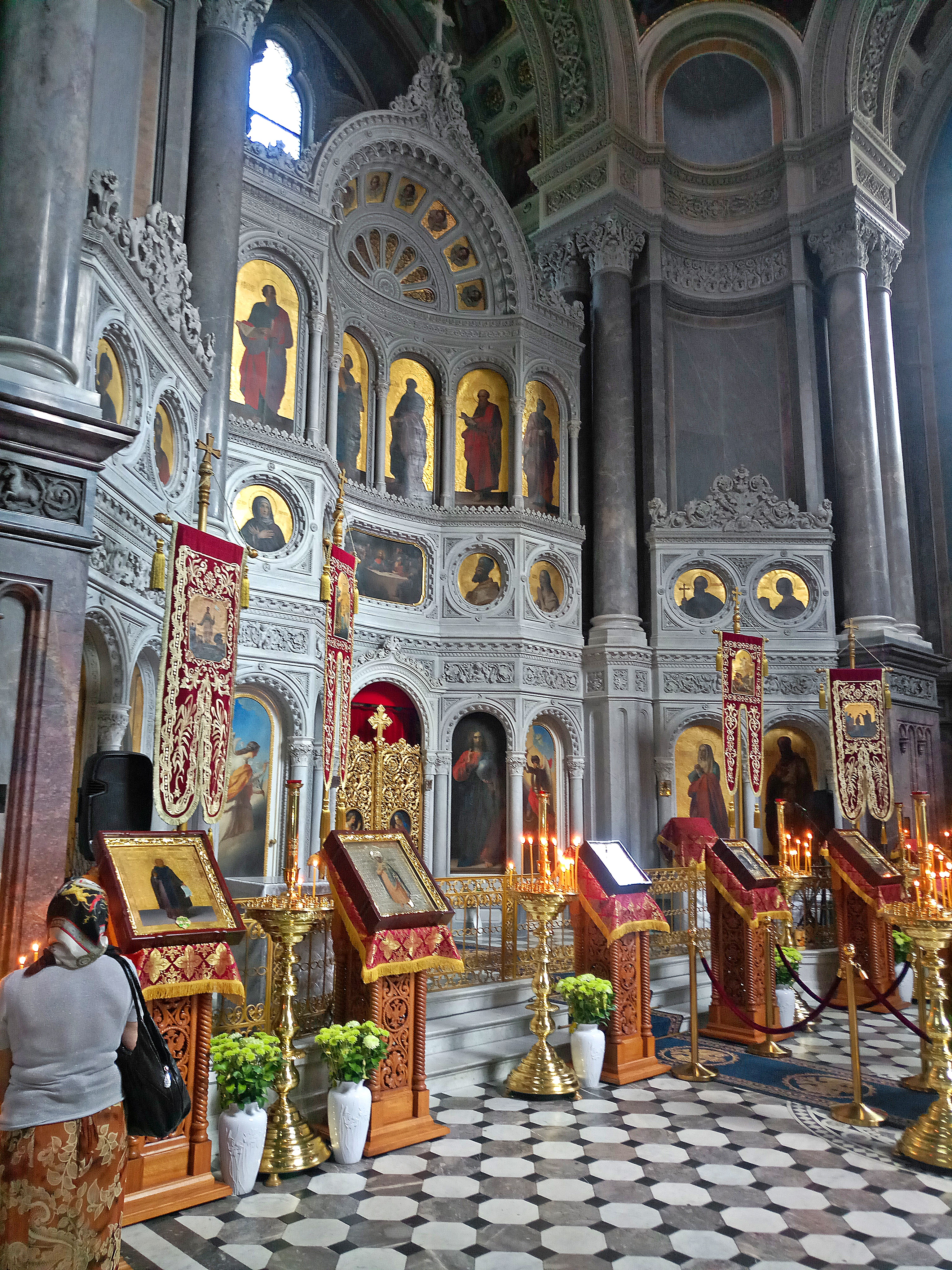
Innenansicht mit Ikonastase

Die Ikonostasis stammt von Carl Timoleon von Neff, der die Ikonenmalerei ganz im Sinne von Zar Peter dem Großen im Stil grundlegend veränderte und westlichen Einflüssen zugänglich machte. Sie ähnelt der romantisch-religiösen Malerei der Nazarener. In Russland erhielt er zahlreiche Aufträge von der orthodoxen Kirche. Zum Beispiel führte er die Ikonostasen der St. Petersburger Isaaks-Kathedrale oder auch die der ehemaligen Erlöserkirche in Moskau aus.
Als Herzog Adolf von Nassau die Grabkirche für seine Frau erbauen ließ, erhielt Neff den Auftrag, die Bilder der Ikonostase zu malen. Rechts neben der Königspforte befinden sich die Darstellungen Jesu Christi, dem Erzengel Michael, der Hl. Elisabeth und des Hl. Nikolaus. Links von der Königspforte befinden sich Maria mit dem Kind, der Erzengel Gabriel, die Hl. Helena und die Hl. Katharina. In der Reihe darüber sieht man mittig das Abendmahl Jesu, rechts davon die Porträts der Heiligen Johannes Chrysostomos, Maria Magdalena, Wladimir und Alexandra, links davon der Heiligen Basilius, Anna, Konstantin und Georg. Die dritte zeigt grenzfigurig die Apostel Petrus und Paulus und die Evangelisten Johannes, Markus, Lukas, und Matthäus. Neff ist somit neben Alexej Jawlensky der zweite russische Maler, von dem Wiesbaden ein bedeutendes Werk aufzuweisen hat.
Das Porträt von Neff – ein Relief in einem Medaillon – befindet sich im Inneren der Russischen Kirche, links neben der südlichen Tür. Es wurde von dem Steinmetz Johann-Peter Leonhard (1793–1873) erschaffen. Von Neffs Hand stammen unter anderem auch die Gemälde der Altarwände der Russischen Kirchen in Bad Ems, Darmstadt, Helsinki, Edinburgh, London oder Nizza.

## Friedhof

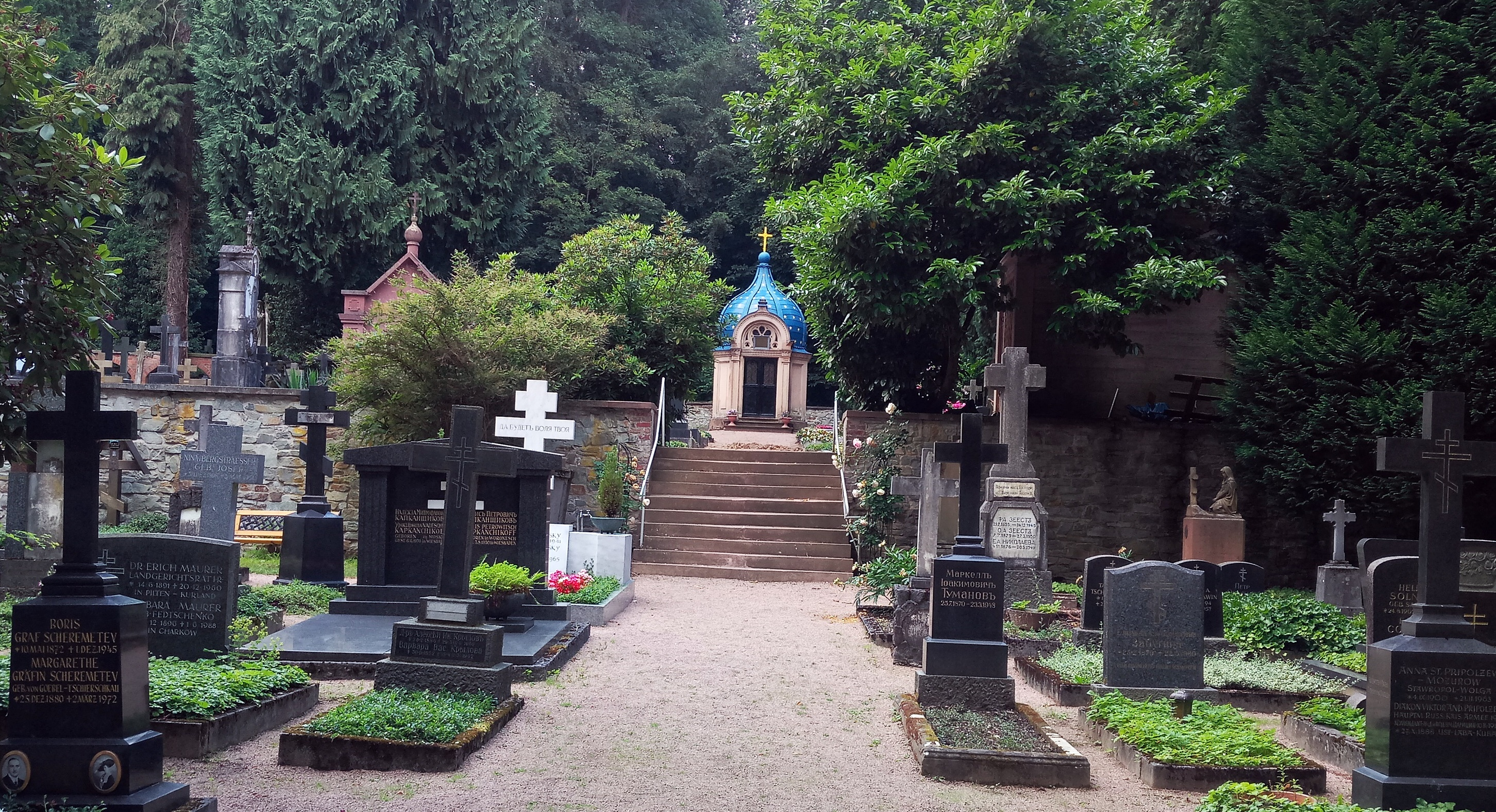
Friedhofsansicht vom Tor

Nahe der Kirche der heiligen Elisabeth liegt der Russisch-Orthodoxe Friedhof. Er ist einer der ältesten seiner Art in Westeuropa und seit 1864 im Besitz der Russisch-Orthodoxen Kirche. Er wurde im Laufe der Zeit mehrmals erweitert, zuletzt im Jahre 1977. Der Friedhof liegt im benachbarten Wald, etwa 200 Meter nordöstlicher Richtung von der Kirche entfernt. Er kann auf Anfrage in der Kirche besichtigt werden. In den Jahren 2009 und 2010 wurde der Friedhof in Teilen saniert, umgefallene Grabsteine aufgerichtet, beschädigte Abschnitte der Friedhofsmauer ausgebessert und das Portal aus Sandstein restauriert.
Um die Pflege und den Erhalt des Friedhofs bemüht sich der Russisch-Orthodoxe Fonds e. V., Wiesbaden. Seine Hauptaufgabe sieht der Verein darin, auf das Kulturdenkmal von europäischer Bedeutung aufmerksam zu machen.

## Trivia
Das Kirchengebäude wurde bisher auch zweimal auf Briefmarken der Deutschen Bundespost in der Dauerserie Sehenswürdigkeiten gewürdigt.
Darüber hinaus befindet sich eine Abbildung auf den Touristischen Hinweisschildern (Unterrichtungstafeln) an den Autobahnen rund um Wiesbaden.

## Literatur

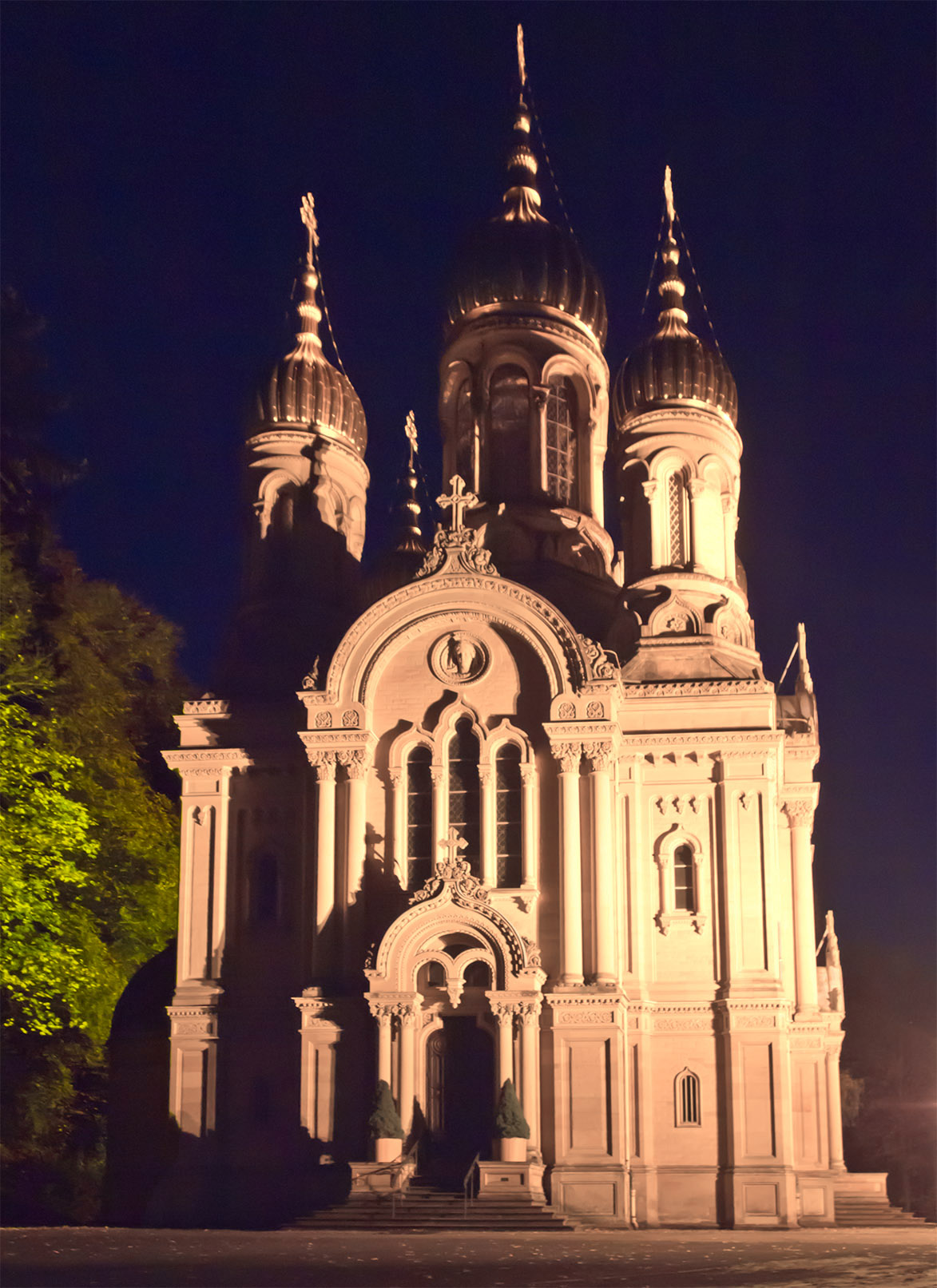
Kirchenansicht von Westen mit Haupteingang bei Nacht

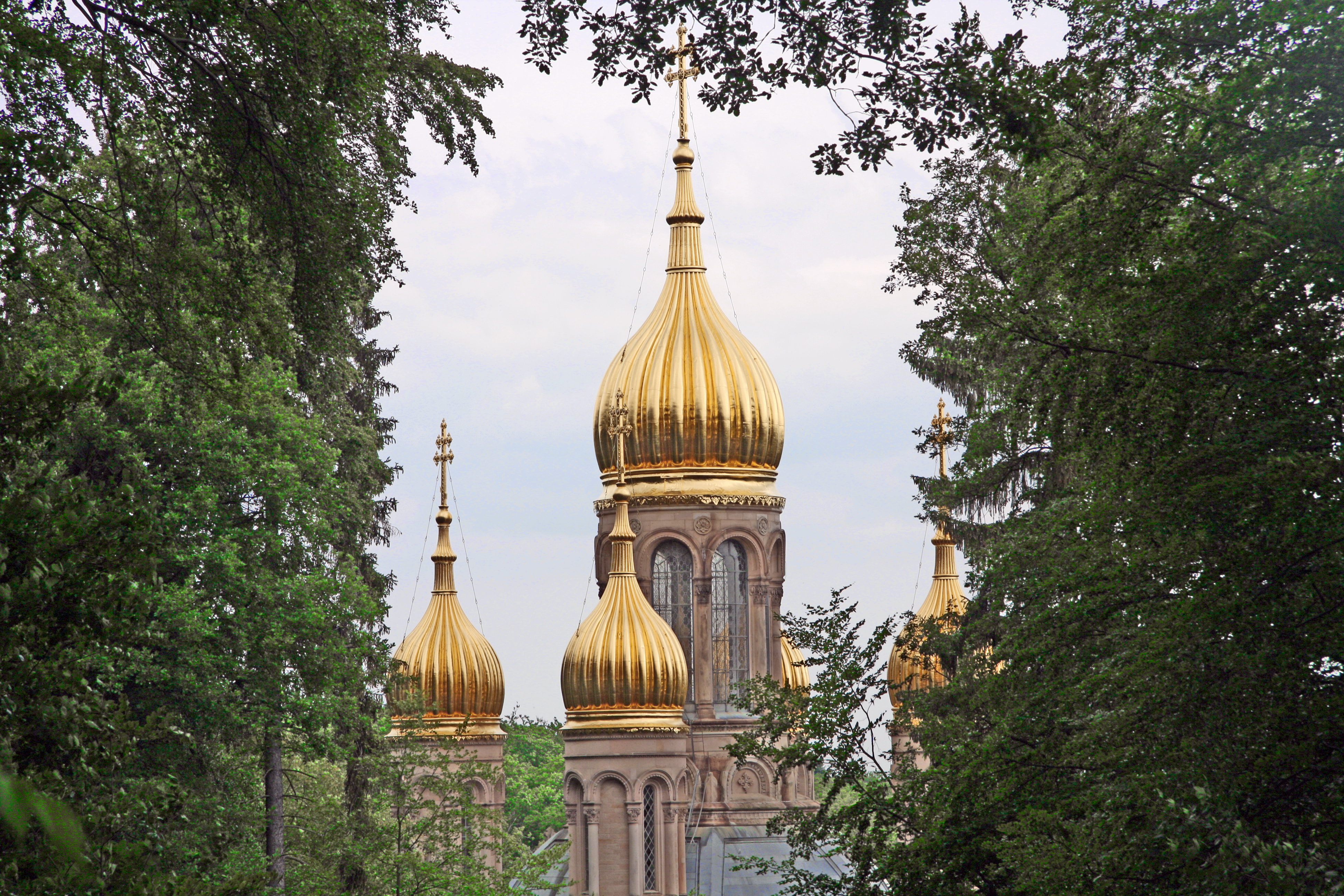
Die vergoldeten Kuppeln der Zwiebeltürme nach der Restaurierung (Ansicht aus Richtung Neroberg)